# Batee-Roo
Batee-Roo is een bestuurslaag in het regentschap Aceh Jaya van de provincie Atjeh, Indonesië. Batee-Roo telt 278 inwoners (volkstelling 2010).